# 延伸檔案系統
延伸檔案系統（英語：Extended file system，縮寫為 ext或 ext1），也譯為擴展文件系統，一種檔案系統，於1992年4月發表，是為linux核心所做的第一個檔案系統。最早由Rémy Card所創作，採用Unix文件系统（UFS）的元數據結構，以克服MINIX檔案系統效能不佳的問題。它是在linux上，第一個利用虛擬檔案系統實作出的檔案系統，在linux核心0.96c版中首次加入支援，最大可支援2GB的檔案系統。
其後繼者為ext2與xfs，這兩個檔案系統同時在linux上競爭，最後是由ext2獲勝。ext2修正了ext一些被人詬病的缺點，例如i-node的不變性與檔案空間碎裂化問題。

## 後繼版本
- ext2
- ext3
- ext4